# (38327) 1999 RX128
1999 RX128 (asteroide 38327) é um asteroide da cintura principal. Possui uma excentricidade de 0.15649310 e uma inclinação de 4.30955º.
Este asteroide foi descoberto no dia 9 de setembro de 1999 por LINEAR em Socorro.